# Saint-Martin-des-Champs (Yonne)
Saint-Martin-des-Champs es una localidad y comuna francesa situada en la región de Borgoña, departamento de Yonne, en el distrito de Auxerre y cantón de Saint-Fargeau.

## Demografía
| 579 | 524 | 503 | 587 | 560 | 600 | 630 | 568 | 639 | 668 | 695 | 671 | 702 | 694 | 704 | 641 | 591 | 586 | 603 | 567 | 505 | 530 | 505 | 445 | 436 | 427 | 364 | 304 | 279 | 286 | 263 | 265 | 278 |
| Para los censos de 1962 a 1999 la población legal corresponde a la población sin duplicidades (Fuente: INSEE [Consultar]) |     |     |     |     |     |     |     |     |     |     |     |     |     |     |     |     |     |     |     |     |     |     |     |     |     |     |     |     |     |     |     |     |